# Аль-Муаззам Туран-шах
аль-Малик аль-Муаззам Гийас ад-Дин Туран-шах ибн Айюб (ум. 2 мая 1250 года, Фарискур, Египет) — амир Хисн-Кайфы (1239—1249), султан Египта и Сирии в 1249—1250 годах из курдской династии Айюбидов, сын султана ас-Салиха Айюба. В период его правления в Египте была наголову разбита французская армия Седьмого крестового похода и пленён король Франции Людовик IX Святой. Убит в результате мятежа мамлюков-бахритов во главе с эмирами Айбеком, Актаем, Бейбарсом и Калауном, положившего конец султанату Айюбидов.

## Происхождение
Аль-Малик аль-Муаззам Туран-шах происходил из династии Айюбидов, он был единственным сыном египетского султана ас-Салиха Наджм ад-Дина Айюба и правнуком султана аль-Адиля Сайф ад-Дина I, брата Салах ад-Дина Юсуфа, основателя династии. Отец Туран-шаха, лишённый своим отцом права престолонаследия, захватил власть в Египте в 1240 году, свергнув своего младшего брата аль-Адиля Сайф ад-Дина II и заточив его в темницу. Страдая болезненной подозрительностью и постоянно опасаясь заговора, ас-Салих Наджм ад-Дин Айюб создал специальную личную гвардию из тюрок-рабов, которых специально для этого начали массово ввозить в Египет. Этих новых гвардейцев султана называли мамлюками (то есть «находящимися в собственности») и вскоре они стали главной военной силой ас-Салиха Айюба (отборные части мамлюков по имени султана ас-Салиха получили название «салихийя»). Мамлюкам предстояло сыграть решающую роль в судьбе Туран-шаха.
Несмотря на то, что Туран-шах был единственным сыном султана ас-Салиха Наджм ад-Дина Айюба (не считая умершего в шестилетнем возрасте Халила, рождённого Шаджар ад-Дурр), султан не назначил его своим наследником, а в 1239 году отправил наместником в Хисн-Кайфу, подальше от Каира. Атабеком при молодом Туран-шахе султан назначил Хусам ад-Дина. Туран-шах обладал скверным характером, он был заносчивым и высокомерным, к тому же имел склонность к пьянству. Вероятно, поэтому султан ас-Салих Айюб при жизни приказал своему каирскому наместнику Хусам ад-Дину ибн Абу Али после своей смерти передать власть над Айюбидским государством аббасидскому халифу аль-Мустасим Биллаху. По свидетельству каирского хрониста аль-Макризи, Туран-шах был глупцом и, что ещё хуже, глупцом образованным. Его дед, султан аль-Камиль Мухаммад, поощрял обучение молодого Туран-шаха юриспруденции, диалектике, теологии и другим наукам, однако в какой то момент понял, что обучение не идёт его внуку в прок — лучшим преподавателям не удалось избавить Туран-шаха ни от его неуклюжести, ни от рассеянности в суждениях.

## Приход к власти
Летом 1249 года французские войска под командованием короля Людовика IX, объявившего Седьмой крестовый поход, вторглись в Египет, захватили Дамьетту и двинулись на Каир. Отец Туран-шаха, султан ас-Салих Наджм ад-Дин Айюб, в это время сильно заболел и слухи о его недуге плохо сказывались на дисциплине солдат в египетских войсках. Он умер 15 шабана 647 года хиджры (21 ноября 1249 года) в своём военном лагере у города аль-Мансура, где готовился к отражению наступления крестоносцев. Туран-шах, будучи единственным возможным наследником престола, находился в аль-Джазире, где управлял провинцией с центром в Хисн-Кайфе, поэтому вступившие в сговор вдова (или любимая наложница) султана ас-Салиха Айюба Шаджар ад-Дурр, верховный шейх («шайх аш-шуйух») и предводители мамлюков Фахр ад-Дин Юнис и Таваши Джамал ад-Дин Мухсин, стремясь избежать паники среди айюбидских войск, скрыли факт смерти султана, тайно вызвали Туран-шаха в Египет и стали издавать указы от имени покойного ас-Салиха Айюба. Одним из таких указов войскам и мамлюкским эмирам было приказано принести присягу Туран-шаху как наследнику престола. Главнокомандующим войсками (атабек аль-асакир) и главным управляющим в Египте до прибытия Туран-шаха был назначен эмир Фахр ад-Дин Юнис, хотя формальным наместником Египта оставался Хусам ад-Дин ибн Абу Али. Было объявлено, что султан болен и к нему никого нельзя допускать, а имя Туран-шаха стало оглашаться в хутбе рядом с именем султана ас-Салиха Айюба.
Посланцы Шаджар ад-Дурр прибыли в Хисн-Кайфу в начале рамадана 647 года хиджры (декабрь 1249 года), и 11 рамадана (18 декабря) Туран-шах с небольшой группой своих молодых приближённых отправился в Египет (согласно аль-Макризи, он оставил Хисн-Кайфу в сопровождении 50 всадников). Опасаясь быть захваченным силами халебского эмира ан-Насира Юсуфа или правителя Мосула Бадр ад-Дина Лулу, Туран-шах выбрал мало посещаемую дорогу на юг через Дияр-Рабиа к Ане на Евфрате, а из Аны повернул на запад, чтобы пересечь Сирийскую пустыню. 28 рамадана (4 января 1250 года) Туран-шах прибыл в деревню Кусайр в Гуте, где наместник Джамал ад-Дин ибн Ягмур возвел султанский шатёр. На следующий день Туран-шах торжественно въехал в Дамаск и был официально провозглашен султаном. Он оставался в Дамаске около трех недель, пытаясь обеспечить себе лояльность дамасской знати и войск щедрыми раздачами денег — на эти цели Туран-шах потратил 300 тысяч динаров, полностью израсходовав казну городской касбы, после чего послал служителей в аль-Карак за дополнительными средствами. Эмира Джамал ад-Дина ибн Ягмура Туран-шах оставил в должности наместника Дамаска. Приняв присягу правителей сирийских городов, 17 шавваля (23 января) он выехал в Египет, взяв с собой вазира Шараф ад-Дина аль-Фаизи в качестве нового члена своего окружения и правительства.

## Правление
Туран-шах прибыл в Каир из Дамаска 18 февраля 1250 года вместе с эмиром Джамал ад-Дином Ягмуром и Шараф ад-Дином аль-Фаизи. У ворот столицы его встретил наместник Хусам ад-Дин ибн Абу Али, который облачил Туран-шаха в султанские одеяния. 19 зу-ль-када (23 февраля) Туран-шах прибыл к войскам в аль-Мансуру, где он был провозглашён новым султаном под именем «аль-Малик аль-Муаззам Гийас ад-Дин». Двумя неделями ранее прибытия султана в военный лагерь айюбидские войска под командованием атабека Фахр ад-Дина Юниса разбили крестоносцев у аль-Мансуры, причём сам атабек аль-асакир пал в схватке накануне битвы. Объединив египетские войска со своей личной мамлюкской гвардией («муаззия»), прибывшей с ним из аль-Джазиры, Туран-шах пошёл в наступление на крестоносцев, отступавших к Дамьетте. Предварительно он приказал построить большое количество кораблей и перевезти их в канал Мегале, где они встали в засаду. Когда небольшой французский флот подошёл к устью канала, египретские корабли неожиданно напали на него. Вскоре из аль-Мансуры прибыли другие корабли Туран-шаха и французы были разбиты. Согласно аль-Макризи, в этом сражении было убито или взято в плен до тысячи христиан, кроме того, победители захватили 52 судна крестоносцев, наполненные продовольствием. Корабли короля Людовика больше не могли передвигаться по Нилу, сообщение французского лагеря с Дамьеттой было прервано и в крестоносном воинстве начался голод. Египетские войска со всех сторон окружили лагерь крестоносцев. В этой ситуации король Франции предложил Туран-шаху вернуть ему Дамьетту и другие захваченные египетские земли в обмен на передачу крестоносцам Иерусалима, но султан Египта, понявший критическое положение французских войск, отказался. В последовавшем 3 мухаррама (6 апреля) сражении крестоносцы вновь были разбиты, а войска Туран-шаха сожгли 32 французских корабля, лишив противника возможности к отступлению морем, и захватили в плен тысячи французских крестоносцев, включая самого короля Людовика IX. По словам аль-Макризи, в сражении особенно отличились мамлюки-бахриты под командованием Бейбарса аль-Бундукдари.
Если верить аль-Макризи, французы потеряли в этой битве от 10 до 30 тысяч воинов, а более 100 тысяч пехотинцев и служителей попали в плен, в айюбидском же войске было убито всего 100 человек. В своём письме к Джамал ад-Дину ибн Ягмуру, наместнику Дамаска, Туран-шах хвастал, что христиане оставили на поле боя 30 тысяч погибших, не считая утонувших в Ниле. «В ту же реку мы побросали бесчисленное множество пленных» — писал Туран-шах в заключение. Аль-Макризи приводит подробности незавидной судьбы пленных французских крестоносцев и проявления чрезмерной жестокости Туран-шаха: «Многочисленность пленных начинала затруднять; султан приказал Сейфеддину умертвить их; каждую ночь этот жестокий раб мстительности своего властелина выводил 300 или 400 человек из темницы и, отрубив им голову, бросал их в Нил; таким образом погибло 100 тысяч французов». Прибыв из Мансуры в Фарискур, Туран-шах приказал построить великолепный шатёр, а на Ниле возвести деревянную башню. По словам аль-Макризи, султан, «освободившись от жестокой войны, предавался там разврату».
Придя к власти, Туран-шах озаботился, помимо прочего, устранением возможных претендентов на айюбидский престол из числа своих родственников. Согласно аль-Макризи, вступая на престол, Туран-шах приказал четырём мамлюкам-бахритам задушить его брата Адиль-шаха (по словам хрониста, впоследствии именно эти четыре мамлюка более других настаивали на убийстве Туран-шаха). Прибыв в Каир, он обнаружил в городской касбе находившегося там в заточении принца аль-Мугиса Умара, сына султана аль-Адиля II. Опасаясь держать столь знатного пленника в столице, Туран-шах сослал его за Иордан, где заточил в трансиорданском замке аш-Шаубак. Другой жертвой подозрительности султана стал бывший айюбидский наследный эмир Банияса ас-Саид Хасан ибн Усман, который ещё в 1247 году сдал свои владения султану ас-Салиху Айюбу в обмен на земли в Египте. Опасаясь и его претензий на престол, Туран-шах сослал ас-Саида Хасана в Сирию.
Воцарение нового султана вскоре создало в государстве кризисную ситуацию. Заносчивый и высокомерный Туран-шах не смог или не захотел наладить отношения с Шаджар ад-Дурр и лидерами элитных мамлюкских корпусов «джамдарийя» и «бахрийя», которым он был обязан своим восхождением на престол, а также с влиятельными курдскими эмирами Хусам ад-Дином ибн Аби Али, Сайф ад-Дином аль-Каймари, Изз ад-Дином аль-Каймари и другими. Не желая считаться с былыми привилегиями мамлюков и приближённых своего отца, Туран-шах начал расставлять на главные военные и административные должности своих эмиров из прибывших с ним мамлюков «муаззия». При этом он постоянно унижал Шаджар ад-Дурр, обвинял её в стремлении захватить власть. Аль-Макризи писал об этом следующее: «Мрачная и уединенная жизнь, которую вёл султан, раздражала умы всех, он держал при себе нескольких любимцев, приведённых им из Хисн-Кайфы; их он облёк в высшие государственные должности, отнятые у старых слуг его отца; особенно он обнаруживал непримиримую ненависть к мамлюкам-бахритам… его разврат истощил казну, и чтобы наполнить её, он вынудил Шаджар ад-Дурр отдать ему отчёт в богатствах его отца. Испуганная Шаджар ад-Дурр просила защиты у мамлюков-бахритов». Несмотря на то, что основную роль в победе над королём Франции сыграли мамлюки «салихийя» и «бахрийя», Туран-шах приписал все заслуги себе, что ещё более усугубило конфликт между мамлюками «салихийя» и «муаззия». Последние настраивали султана против Шаджарат ад-Дурр и эмиров «салихийя», заявляя, что он является лишь номинальным правителем Египта. Регулярно устраивая попойки со своими эмирами, Туран-шах издевался над приближёнными своего покойного отца, называя их именами уличных бродяг, открыто оскорблял мамлюков «салихийя» и «бахрийя», а в пьяном угаре наносил им увечья и угрожал уничтожить их всех до одного.

## Убийство
Политика Туран-шаха, проводимая в отношении мамлюкских эмиров и подразделений, занимавших привилегированное положение при его отце, неизбежно должны были привести к возникновению в их среде мысли о мятеже и его свержении или даже убийстве. Во главе вскоре возникшего заговора встали такие командиры мамлюков «бахрийя», как Актай, Бейбарс, Айбек и Калаун. Вечером в понедельник 28 мухаррама 648 года хиджры (2 мая 1250 года) во время очередной попойки в расположении войск у аль-Мансуры Туран-шах порезался саблей и в исступлении стал кричать, что казнит всех присутствовавших при этом мамлюков. По сигналу одного из заговорщиков в шатёр султана ворвались гвардейцы «бахрийя» с обнаженными мечами (согласно де Жуанвилю их было около пятисот человек) и кинулись на Туран-шаха. Выбежав из шатра, султан взобрался на деревянную башню, возвышавшуюся неподалёку у берега Нила, но мятежники окружили и подожгли её. Покинув башню, Туран-шах сбежал к реке и остановился на мелководье, умоляя заговорщиков сохранить ему жизнь. Некоторое время мамлюки просто стояли, бесстрастно глядя и слушая его мольбы. Наконец, один из заговорщиков — Актай (по другим данным, Бейбарс) — прыгнул в реку и зарезал Туран-шаха (существуют однако и другие версии убийства Туран-шаха: одни средневековые авторы пишут, что он сгорел, другие — что погиб от стрелы, третьи — что утонул в реке). Тело султана лежало без присмотра возле сгоревшей башни в течение трех дней, после чего было погребено.
Аль-Макризи приводит следующее, наполненное драматизмом, описание убийства Туран-шаха: «Бейбарс нанёс ему первый удар саблей, который он отразил рукой, но пальцы его были отрублены. Он убежал в башню, построенную им на берегу Нила и находившуюся близко от шатра. Заговорщики преследовали его и, увидев ворота запертыми, подожгли башню. При этом присутствовала вся армия; но так как Туран-шаха вообще ненавидели, то никто не принял его стороны. Напрасно он кричал сверху, что отказывается от престола и возвратится в Хисн-Кейфу; заговорщики были непреклонны. Наконец, пламя обхватило башню, и он бросился в Нил; но его одежда зацепилась, и он повис на некоторое время; находясь в таком положении, он получил несколько сабельных ударов и упал в
воду, где и утонул. Таким образом, железо, огонь и вода собрались вместе, чтобы лишить его жизни. Его тело оставалось три дня на берегу Нила, и никто не осмеливался предать его погребению. Посол багдадского халифа выхлопотал себе такое право и похоронил его».
Пребывание султана аль-Малика аль-Муаззама Гийас ад-Дина Туран-шаха на египетском престоле продолжалось всего 70 дней, а с его смертью закончилось продолжавшееся 81 год правление Айюбидов в Египте. После убийства Туран-шаха мамлюки возвели на трон Шаджар ад-Дурр, ставшую первой в исламском мире женщиной, правившей от своего имени. Атабеком при ней был избран один из заговорщиков — мамлюк-«бахрийя» Айбек. Сын Туран-шаха, аль-Аухад Абдаллах (или аль-Муваххид Абдаллах), сумел утвердиться в Хисн-Кайфе и основать там полунезависимый эмират.